# The Royal Canadian Hussars (Montreal)
The Royal Canadian Hussars (Montreal), littéralement « Les Hussards royaux canadiens (Montréal) », abrégé en RCH et souvent appelés simplement Hussars, sont un régiment de reconnaissance blindée de la Première réserve de l'Armée canadienne des Forces armées canadiennes. Il est stationné à Montréal au Québec et il fait partie du 34e Groupe-brigade du Canada. Il est formé de militaires volontaires travaillant à temps partiel. Depuis la création de l'unité, les volontaires du régiment ont participé à plusieurs conflits et missions de paix.

## Structure
The Royal Canadian Hussars (Montreal) sont un régiment de reconnaissance blindée du 34e Groupe-brigade du Canada, un groupe-brigade de la Première réserve de l'Armée canadienne qui fait partie de la 2e Division du Canada. Le quartier général régimentaire est situé à Montréal au Québec,. Le régiment est composé de militaires travaillant à temps partiel.

## Histoire
L'unité fut d'abord créée en tant que le 5th Provisional Regiment of Cavalry, littéralement le « 5e Régiment provisoire de cavalerie », le 30 novembre 1877. Celui-ci fut renommé en 5th Regiment of Cavalery, littéralement le « 5e Régiment de cavalerie », le 21 mai 1886. Le 1er janvier 1893, il devint les 5th Dragoons, littéralement les « 5e Dragons ». Le 1er juin 1901, il fusionna avec les 6th Duke of Connaught's Royal Canadian Hussars, littéralement les « 6e Hussards royaux canadiens du duc de Connaught », qui avaient été créés le 14 novembre 1879 en tant que le 6th Provisional Regiment of Cavalry, littéralement le « 6e Régiment provisoire de cavalerie », et qui étaient devenus le 6th Regiment of Cavalry, littéralement le « 6e Régiment de cavalerie », le 18 septembre 1885, le 6th Regiment of Cavalry "Duke of Connaught's Royal Canadian Hussars", littéralement le « 6e Régiment de cavalerie "Hussards royaux canadiens du duc de Connaught" », le 20 juin 1890 avant d'adopter leur dernier nom le 1er janvier 1893. La nouvelle unité pris le nom de 6th Duke of Connaught's Royal Canadian Hussars, littéralement les « 6e Hussards royaux canadiens du duc de Connaught ».

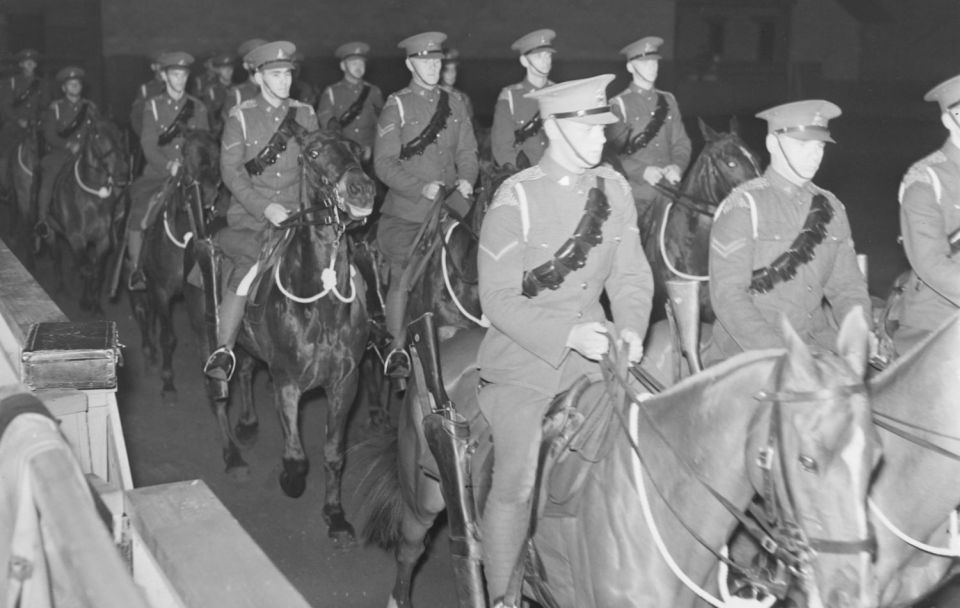
Des cavaliers du 17th Duke of York's Royal Canadian Hussars, l'un des régiments à l'origine des RCH, défilant à Montréal en 1940

Ce dernier fusionna avec le 1st Armoured Car Regiment, littéralement le « 1er Régiment d'automitrailleuse », le 15 décembre 1936 et fut alors renommé en 6th Duke of Connaught's Royal Canadian Hussars (Armoured Car), littéralement les « 6e Hussards royaux canadiens du duc de Connaught (Automitrailleuse) ». Le 1st Armoured Car Regiment avait été créé à Montréal le 1er juin 1919 en tant que la 1st Motor Machine Gun Brigade, CMGC, littéralement la « 1re Brigade de mitrailleuse motorisée, CMGC » où l'abréviation « CMGC » signifie Canadian Machine Gun Corps, le nom anglais du Corps de mitrailleurs canadiens (en), avant d'adopter son dernier nom le 1er octobre 1936. Le 6th Duke of Connaught's Royal Canadian Hussars (Armoured Car) fut renommé en le 2nd (Reserve) Regiment, 6th Duke of Connaught's Royal Canadian Hussars (Armoured Car), littéralement le « 2e (Réserve) Régiment, 6e Hussars royaux canadiens du duc de Connaught », le 27 février 1941 et, le 1er avril de la même année, en le 15th (Reserve) Armoured Regiment, (6th Duke of Connaught's Royal Canadian Hussars), littéralement le « 15e (Réserve) Régiment blindé, (6e Hussars royaux canadiens du duc de Connaught ». Le 4 février 1949, ce dernier devint les 6th Duke of Connaught's Royal Canadian Hussars (15th Armoured Regiment) littéralement les « 6e Hussars royaux canadiens du duc de Connaught (15e Régiment blindé) ».
Le 19 mai 1958, il réadopta le nom des 6th Duke of Connaught's Royal Canadian Hussars. Le 16 septembre de la même année, ils furent amalgamés avec les 17th Duke of York's Royal Canadian Hussars et adoptèrent leur nom actuel.

### Liste des commandants
| Nom                                                            | Années                                                         |
| Commandants des 6th Duke of Connaught's Royal Canadian Hussars | Commandants des 6th Duke of Connaught's Royal Canadian Hussars |
| -------------------------------------------------------------- | -------------------------------------------------------------- |
| Lcol W.K. Walker, DSO, MC                                      | 1918-1919                                                      |
| Col R. D. Harkness, DSO, MC                                    | 1919-1921                                                      |
| Lcol W.C. Nicholson, DSO, MC                                   | 1921-1924                                                      |
| Lcol J. de G. Audette                                          | 1924-1926                                                      |
| Lcol C. C. Brooks, OBE, MC, ED                                 | 1926-1930                                                      |
| Lcol G. C. Machum, ED (en)                                     | 1930-1934                                                      |
| Col G. T. Guerin, OBE, ED                                      | 1934-1936                                                      |
| Lcol J. Darley Lemoyne, ED                                     | 1936-1944                                                      |
| Lcol J. W. Long, ED                                            | 1944-1945                                                      |
| Lcol O'Conor-Fenton, ED, CD                                    | 1945-1949                                                      |
| Lcol K. M. Case, ED                                            | 1949-1952                                                      |
| Lcol J. P. Gauthier, DSO                                       | 1952-1955                                                      |
| Lcol J. A. Meindl, CD                                          | 1955-1956                                                      |
| Lcol F. I. Ritchie, CD                                         | 1956-1957                                                      |
| Commandants des Royal Canadian Hussars (Montreal)              |                                                                |
| Lcol J. R. Benbow, CD                                          | 1958-1959                                                      |
| Lcol H. W. Hill                                                | 1959-1960                                                      |
| Lcol E. L. Barry, CD                                           | 1960-1964                                                      |
| Lcol K. C. Booth, CD                                           | 1964-1967                                                      |
| Lcol H. W. Locke, CD                                           | 1967-1970                                                      |
| Lcol Fortier, CD                                               | 1970-1974                                                      |
| Lcol H. G. Mitchell, CD                                        | 1971-1974                                                      |
| Lcol J. R. Coté, CD                                            | 1974                                                           |
| Lcol G. J. Ball, CD                                            | 1974-1977                                                      |
| Lcol R. W. Turnell, CD, OSTJ                                   | 1977-1979                                                      |
| Lcol R. J. Jarymowycz, OMM, CD                                 | 1979-1984                                                      |
| Lcol J. S. Cochrane, CD                                        | 1984-1987                                                      |
| Lcol G. de V. Domville, CD                                     | 1987-1991                                                      |
| Lcol S. J. Linton, CD                                          | 1991-1992                                                      |
| Lcol G. de V. Domville, CD                                     | 1992-1994                                                      |
| Lcol K. H. Kramell, CD                                         | 1994-1997                                                      |
| Lcol B. J. A. Ciarroni, OMM, CD                                | 1997-2001                                                      |
| Lcol M. Leblanc, CD                                            | 2001-2005                                                      |
| Lcol J. C. Lelièvre, CD                                        | 2005-2009                                                      |
| Lcol S. Dubreuil, CD                                           | 2009-2013                                                      |
| Lcol Hlibchuk, CD                                              | 2013-2017                                                      |
| Lcol Funk, CD                                                  | 2017-                                                          |

## Honneurs de bataille
Les honneurs de bataille sont le droit donné par la Couronne au régiment d'apposer sur ses couleurs les noms des batailles ou d'opérations dans lesquelles il s'est illustré.
| Guerre de 1812                                    | Guerre de 1812      |
| ------------------------------------------------- | ------------------- |
| Défense du Canada - 1812-1815 - Defence of Canada |                     |
| Guerre d'Afrique du Sud                           |                     |
| Afrique du Sud, 1900                              |                     |
| Première Guerre mondiale                          |                     |
| Mont-Sorrel                                       | Somme, 1916, '18    |
| Flers-Courcelette                                 | Thiepval            |
| Arras, 1917, '18                                  | Vimy, 1917          |
| Côte 70                                           | Ypres, 1917         |
| Passchendaele                                     | Bapaume, 1918       |
| Rosières                                          | Avre (en)           |
| Amiens                                            | Scarpe, 1918        |
| Drocourt-Quéant                                   | Ligne Hindenburg    |
| Canal du Nord                                     | Cambrai, 1918       |
| Valenciennes                                      | Sambre              |
| France et Flandres, 1915 18                       |                     |
| Seconde Guerre mondiale                           |                     |
| Caen                                              | Falaise             |
| La Laison                                         | L'Escaut            |
| Poche de Breskens                                 | La Rhénanie         |
| Le Rhin                                           | Emmerich-Hoch Elten |
| Zutphen                                           | Deventer            |
| Nord-Ouest de l'Europe, 1944 1945                 |                     |

## Équipement
En 2006, le régiment a obtenu de nouveaux véhicules Mercedes de type G qui officiellement connus sous l'acronyme VULR pour « véhicule utilitaire léger à roues », mais plus souvent appelés « G-Wagon ». Le premier exercice avec cet équipement eut lieu au camp d'entrainement de Farnham à l'automne 2006.[réf. nécessaire]

## Insigne et devise
L'insigne des Royal Canadian Hussars (Montreal) est une rose d'argent pointée de sinople et boutonnée d'or sommée de deux épées croisées d'argent garnies d'or sur lesquelles se broche un aigle de sable languée et griffée de gueules qui est partie et jointe à un senestrochère vêtu d'argent à la main de carnation tenant un poignard d'argent garni d'or. Le tout est soutenu par un listel d'azur doublé d'argent et liséré d'or sur lequel est inscrit « Royal Canadian Hussars » en lettres d'or.
La devise régimentaire est « Non nobis sed patria », ce qui signifie « Pas pour nous-mêmes, mais pour la patrie ».

## Régiments affiliés
The Royal Canadian Hussars (Montreal) sont affiliés à deux régiments de la British Army :
- The Queen's Royal Hussars (en)
- The Light Dragoons